# Luorong
Luorong är en ort i Kina. Den ligger i den autonoma regionen Guangxi, i den södra delen av landet, omkring 220 kilometer nordost om regionhuvudstaden Nanning. Antalet invånare är 67 593.
Runt Luorong är det ganska tätbefolkat, med 179 invånare per kvadratkilometer. Det finns inga andra samhällen i närheten. Omgivningarna runt Luorong är en mosaik av jordbruksmark och naturlig växtlighet.
Genomsnittlig årsnederbörd är 2 161 millimeter. Den regnigaste månaden är juni, med i genomsnitt 421 mm nederbörd, och den torraste är januari, med 53 mm nederbörd.